# Canhotinho
Canhotinho este un oraș în Pernambuco (PE), Brazilia.